# Schefflera elata
Schefflera elata là một loài thực vật có hoa trong Họ Cuồng cuồng. Loài này được (Buch.-Ham.) Harms miêu tả khoa học đầu tiên năm 1894.